# Kersey Tye

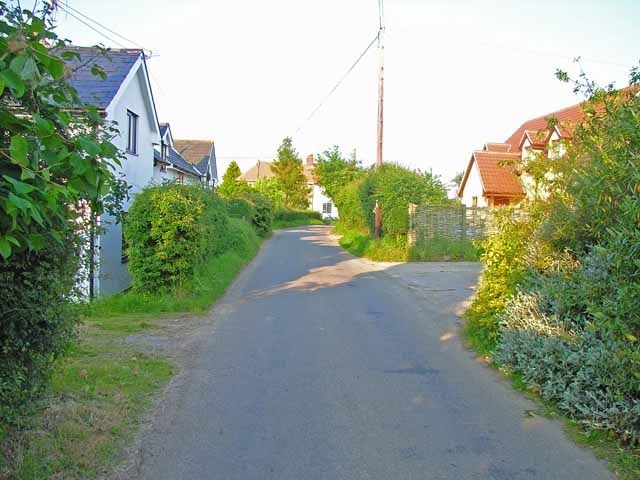
Kersey Tye

Kersey Tye är en by (hamlet) i Kersey, Babergh, Suffolk, östra England, nära Lindsey. Den har en byggnad som kallas Bridges Farmhouse.